# Cristòfor d'Alexandria
Cristòfor (grec antic: Χριστοφόρος; llatí: Christophorus) va ser patriarca d'Alexandria entre els anys 817 i 841, aproximadament.
Se sap que va patir paràlisi poc després de la seva elecció i va haver de ser assistit per un bisbe anomenat Pere (Petros) que va actuar com el seu adjunt. Va escriure una introducció a l'ascetisme amb el nom de τί ὁμοιοῦται ὁ Βίος οὗτος καὶ εἰς ποῖον τέλος καταστρέφει, de la que en cita fragments Lleó Al·laci. També es coneix una epístola sortida d'un sínode a Jerusalem dirigida a l'emperador Teòfil contra l'iconoclàstia, que van signar més de 1.400 persones entre bisbes i clergues, anomenada Ἐπιστολὴ πρὸς τὸν Βασιλέα Θεόφιλον περὶ τῶν ἁψίων καὶ σεπτῶν εἰκόνων. Fabricius l'inclou a la Bibliotheca Graeca.